# Tatra RT6

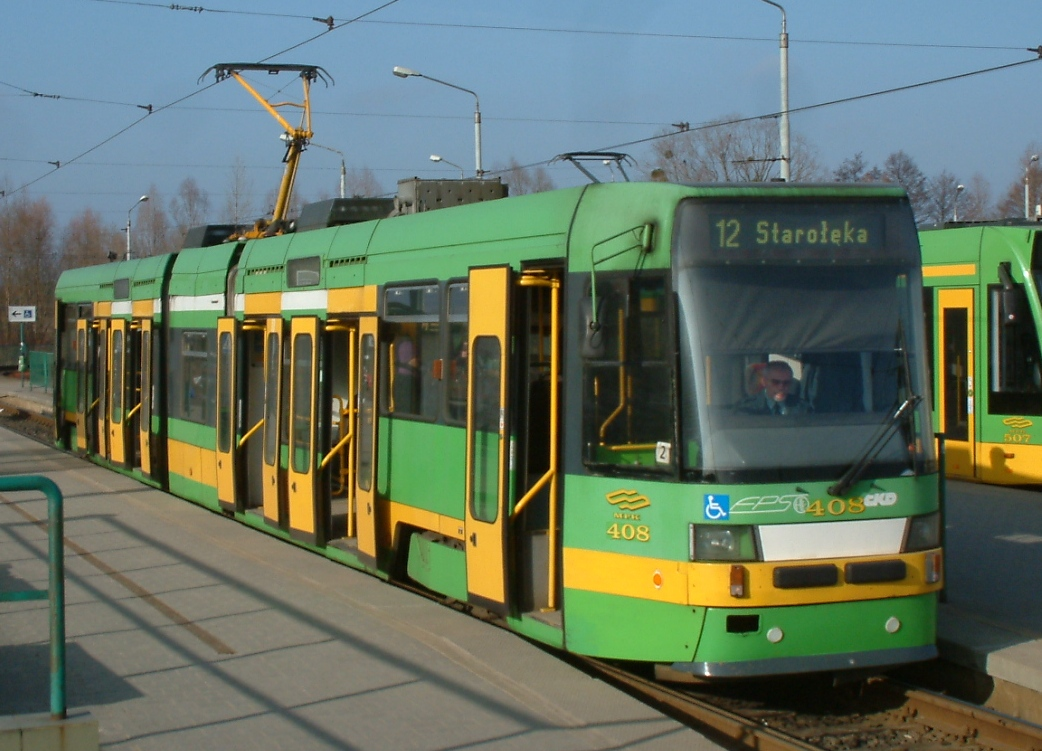
Poznaňský vůz RT6N1

Tatra RT6 je označení pro dva poměrně odlišné typy nízkopodlažní tramvaje, které vyráběl český podnik ČKD Tatra (část vozů byla zkompletována v polské firmě H. Cegielski - Poznań) v 90. letech 20. století.

## Konstrukce
Společným znakem obou typů tramvají RT6 je na první pohled především design, který vytvořil Ing. arch. Patrik Kotas. Dále je společná koncepce, která vychází z francouzských tramvají 80. let. Nízká podlaha zabírá přibližně 60 % plochy vozidla.
Jedná se o tříčlánkové šestinápravové jednosměrné tramvajové motorové vozy. Krátký nízkopodlažní střední článek, ve kterém jsou sedačky pro cestující umístěny podélně, se nachází na nehnaném podvozku, zbylé dva podvozky (pod vysokopodlažnímí částmi krajních článků) jsou trakční.

## Varianty
Na začátku 90. let byl nejprve vyvinut vůz Tatra RT6N1. Po stavbě prototypu došlo ke stavbě osmikusové ověřovací série, kterou následovala desetivozová dodávka do Polska. Zatímco tramvaje v Polsku po různých úpravách běžně jezdí, v Česku byl typ RT6N1 schválen Drážním úřadem až v roce 2008, všechny vozy již byly odstaveny a část prodána do Polska.
V polovině 90. let došlo ke stavbě prototypu vozu Tatra RT6S, který se od vozů RT6N1 odlišuje technicky. Elektrickou výzbroj dodala německá firma Siemens AG, trakční podvozky podnik Duewag (díky nim mohla být snížena výška vysokopodlažní části tramvaje). Vůz se dostal do Liberce, kde jezdil v pravidelném provozu do roku 2003, poté byl odstaven.